# Tsukishima Kirari starring Kusumi Koharu (Morning Musume)
Tsukishima Kirari starring Kusumi Koharu (Morning Musume。) (月島きらり starring 久住小春 (モーニング娘。), transcription littérale conservant l'ordre inversé des noms japonais ; ou Kirari Tsukishima starring Koharu Kusumi … en s'adaptant à l'ordre occidental ; ou Kilari Tsukishima … en s'adaptant à l'édition française) est un "projet vocal" avec la chanteuse et idole japonaise Koharu Kusumi du groupe Morning Musume, actif entre avril 2006 et mars 2009 au Japon, créé dans le cadre de la série anime Kirarin Revolution (alias Kilari en France) et du Hello! Project de Tsunku.

## Histoire
Dans le cadre de ce projet, Koharu Kusumi incarne en solo la chanteuse-idol fictionnelle Kirari Tsukishima (transcrite Kilari en français), l'héroïne de la série Kilari (Kirarin Revolution), dont elle est la doubleuse (seiyū) attitrée. En parallèle à ses activités avec Morning Musume, elle sort plusieurs disques sous cette identité, dont de nombreux titres servent de génériques à la série. Elle apparait ainsi sous l'identité de Kirari Tsukishima lors de concerts, spectacles, émissions télévisées, et dans les groupes musicaux Kira Pika en 2007 puis MilkyWay en 2008 et 2009, ainsi que dans le mini-drama live Kira☆Revo+ diffusé occasionnellement entre avril 2007 et janvier 2009 dans l'émission pour enfants Oha Suta. Le projet s'arrète à la fin de la série, en mars 2009 ; un projet similaire lui succède autour de la doubleuse-chanteuse-idol Mana Ogawa pour la série anime Gokujō!! Mecha Mote Iinchō qui remplace Kilari : Kitagawa Mimi (CV Ogawa Mana) with MM Gakuen Gasshōbu, toujours produit par Tsunku. Koharu Kusumi continue de son côté sa carrière avec Morning Musume, jusqu'à son départ du groupe en décembre suivant, puis devient animatrice de Oha Suta.

## Discographie

### Singles
1. 12 juillet 2006 : Koi☆Kana
2. 25 octobre 2006 : Balalaika
3. 2 mai 2007 : Happy☆彡
4. 7 novembre 2007 : Chance!
5. 16 juillet 2008 : Papancake
6. 4 février 2009 : Hapi Hapi Sunday!

Participations
1. 1er août 2007 : Hana wo Pūn / Futari wa NS (avec Kira☆Pika)
2. 30 avril 2008 : Anataboshi (avec MilkyWay)
3. 29 octobre 2008 : Tan Tan Taan! (avec MilkyWay)

### Albums
1. 28 février 2007 : ☆☆☆ (Mitsuboshi)
2. 19 décembre 2007 : Kirarin☆Land
3. 17 décembre 2008 : Kirari to Fuyu

Compilation
1. 11 mars 2009 : Best Kirari

Participations
1. 18 octobre 2006 : Kirarin☆Revolution Song Selection
2. 22 novembre 2006 : Kirarin Revolution Original Sound Track VOL.1
3. 12 septembre 2007 : Kirarin☆Revolution Song Selection 2
4. 23 juillet 2008 : Kirarin☆Revolution Song Selection 3
5. 27 août 2008 : Kirarin☆Revolution Song Selection 4
6. 18 mars 2009 : Kirarin☆Revolution Song Selection 5

## DVD

### Singles V
1. 26 juillet 2006 : Koi☆Kana
2. 8 novembre 2006 : Balalaika
3. 9 mai 2007 : Happy☆彡
4. 28 novembre 2007 : Chance!
5. 30 juillet 2008 : Papancake
6. 11 février 2009 : Hapi☆Hapi Sunday!

Participations
1. 8 août 2007 : Hana wo Pūn / Futari wa NS (avec Kira☆Pika)
2. 8 mai 2008 : Anataboshi (avec MilkyWay)
3. 5 novembre 2008 : Tan Tan Taan! (avec MilkyWay)

### Concerts
1. 25 février 2009 : Kirarin☆Revolution Special Live (きらりん☆レボリューションスペシャルライブ?)
2. 8 juillet 2009 : Kirarin☆Revolution Final Stage (きらりん☆レボリューション ファイナルステージ?)

## Divers
Drama
- avril 2007 - janvier 2009 : Kira☆Revo+ (mini-drama irrégulier)

Livres
- Novembre 2007  : Kirarin★Fashion★Revolution (En collaboration avec An Nakahara)

Photobooks
- 2 décembre 2008 : Happy☆Memorial Photobook

## Liens
- (ja) Discographie officielle